# Дерменяска
Дерменяска (рум. Dărmăneasca) — село у повіті Бакеу в Румунії. Адміністративно підпорядковане місту Дерменешть.
Село розташоване на відстані 218 км на північ від Бухареста, 39 км на південний захід від Бакеу, 119 км на південний захід від Ясс, 105 км на північний схід від Брашова.

## Населення
За даними перепису населення 2002 року у селі проживали 356 осіб, усі — румуни. Усі жителі села рідною мовою назвали румунську.